# Eleutherodactylus monensis
The Mona Coqui, Coqui De La Mona, hoặc Coqui De Mona (Eleutherodactylus monensis) là một loài ếch trong họ Leptodactylidae. Chúng là loài đặc hữu của Mona, Puerto Rico.
Các môi trường sống tự nhiên của chúng là các khu rừng khô nhiệt đới hoặc cận nhiệt đới and vùng đất có cây bụi nhiệt đới hoặc cận nhiệt đới.